# (22495) Fubini
(22495) Fubini (1997 JU3) – planetoida z pasa głównego asteroid okrążająca Słońce w ciągu 4,72 lat w średniej odległości 2,81 j.a. Odkryta 6 maja 1997 roku.